# Langenfeld (Eifel)

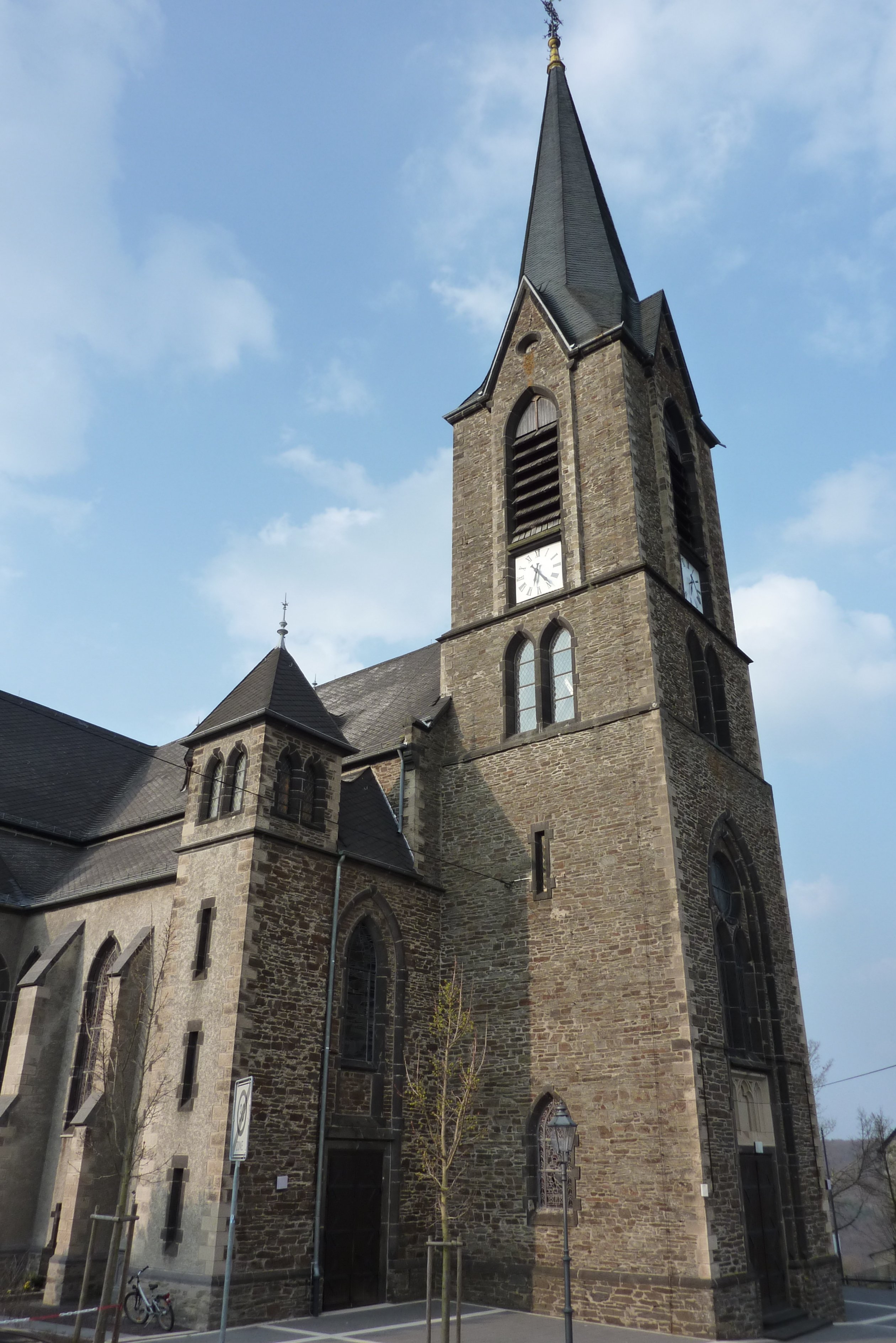
Pfarrkirche St. Quirinus

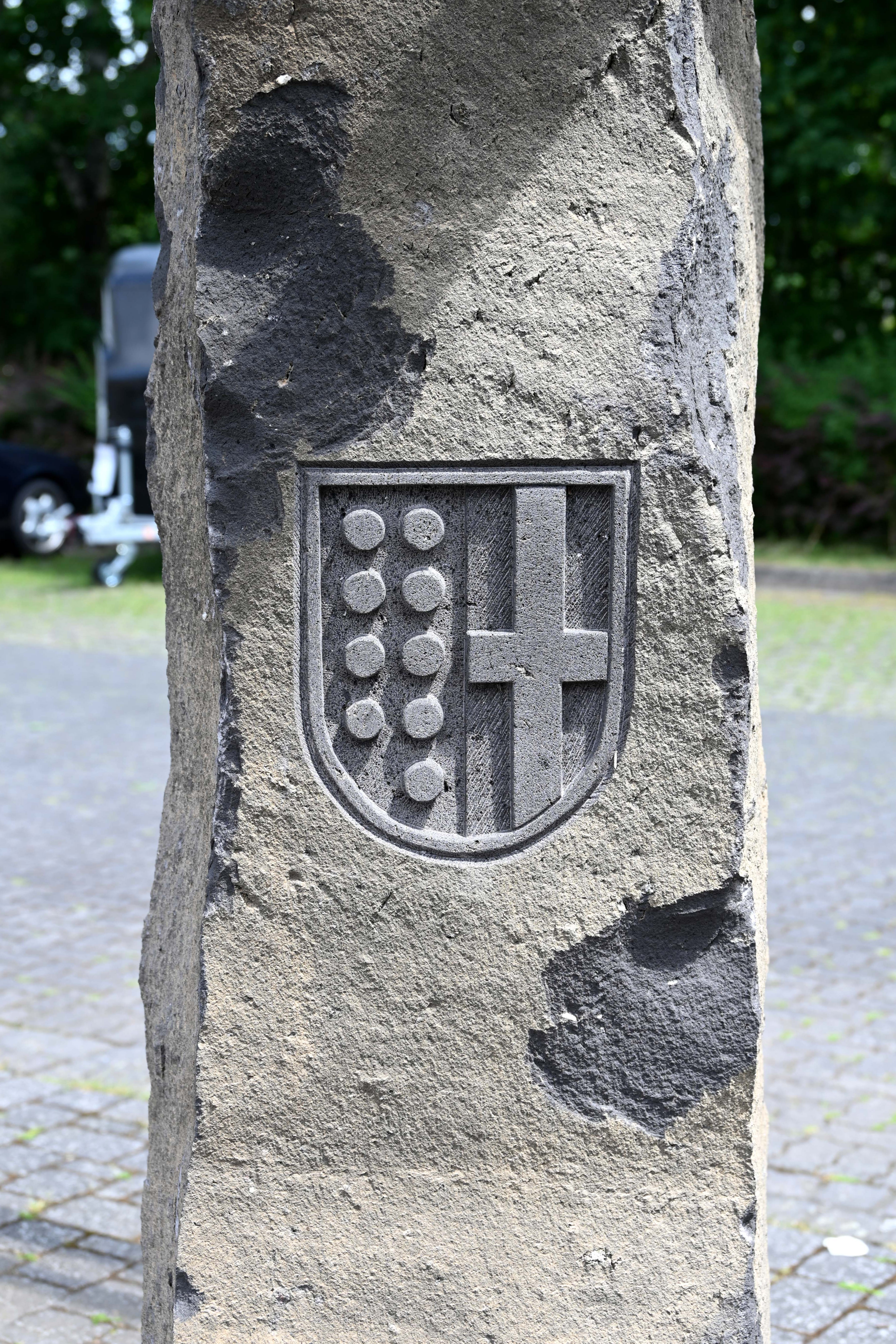
Ortswappen an einer Basaltstele neben der Kirche

Langenfeld ist eine Ortsgemeinde im Landkreis Mayen-Koblenz in Rheinland-Pfalz. Sie gehört der Verbandsgemeinde Vordereifel an, die ihren Verwaltungssitz in Mayen hat.

## Geographie
Der Ort befindet sich in unmittelbarer Nähe der Ortschaft Arft. Zu Langenfeld gehören auch die Wohnplätze Auf Lesch und Sankt Jost-Mühle.

## Geschichte
Der Ort wurde als „Langenvelt“ erstmals 1052 urkundlich erwähnt, als der Trierer Erzbischof Eberhard mit Walram I. von Arlon einen Prekarievertrag über Besitz in der Eifel und an der unteren Mosel abschloss. 1465 belehnte Erzbischof Johann II. den Grafen Philipp von Virneburg mit dem Dorf Langenfeld. 1554 übertrug der Trierer Erzbischof und Kurfürst Johann V. dasselbe Lehen dem Grafen Diedrich V. von Schleiden als Besitzer der Grafschaft Virneburg. Diedrich V. versuchte 1559 die Reformation einzuführen, was ihm in Langenfeld jedoch nicht gelang. Zum Kirchspiel Langenfeld gehörten die Orte Acht, Arft, Langscheid, Nieder- und Oberwelschenbach.
Das Kirchspiel Langenfeld gehörte ursprünglich als Lehen des Kurfürstentums Trier zur Grafschaft Virneburg. Im Jahr 1575 zog der Trierer Kurfürst das Kirchspiel ein und unterstellte es der Gerichtsbarkeit des kurtrierischen Oberamtes Mayen.
Nach 1792 hatten französische Revolutionstruppen das sogenannte Linke Rheinufer eingenommen. Nach der Einführung der französischen Verwaltungsstrukturen gehörte Langenfeld von 1798 bis 1814 zum Kanton Virneburg im Rhein-Mosel-Departement. Aufgrund der auf dem Wiener Kongress (1815) getroffenen Vereinbarungen kam die Region zum Königreich Preußen. Langenfeld gehörte zur Bürgermeisterei Virneburg im 1816 errichteten Kreis Adenau des Regierungsbezirks Koblenz und von 1822 an zur Rheinprovinz.
Bevölkerungsentwicklung
Die Entwicklung der Einwohnerzahl von Langenfeld, die Werte von 1871 bis 1987 beruhen auf Volkszählungen:
| Jahr | Einwohner |
| ---- | --------- |
| 1815 | 296       |
| 1835 | 376       |
| 1871 | 271       |
| 1905 | 400       |
| 1939 | 554       |
| 1950 | 570       |
| 1961 | 643       |

| Jahr | Einwohner |
| ---- | --------- |
| 1970 | 753       |
| 1987 | 782       |
| 1997 | 778       |
| 2005 | 732       |
| 2011 | 684       |
| 2017 | 647       |
| 2023 | 675       |

## Religion
Die ursprüngliche Pfarrkirche ist die heutige Friedhofskirche. Die ältesten Teile des Turms datieren um 1400. Die heutige Pfarrkirche St. Quirinus wurde 1894 bis 1898 erbaut. Sie wird wegen ihrer Größe auch „Eifel-Dom“ genannt.
Im Ortsteil Sankt Jost im Nitztal steht die spätgotische Wallfahrtskapelle St. Jost. Wallfahrten finden jährlich an den beiden letzten September- und ersten Oktoberwochenenden statt.
Seit 1999 befindet sich in Langenfeld das Kamalashila Institut für buddhistische Studien.

## Politik

### Gemeinderat
Der Gemeinderat in Langenfeld besteht aus zwölf Ratsmitgliedern, die bei der Kommunalwahl am 9. Juni 2024 in einer Mehrheitswahl gewählt wurden, und dem ehrenamtlichen Ortsbürgermeister als Vorsitzendem. Bei der Wahl 2019 fand eine personalisierte Verhältniswahl statt, da zwei Wahlvorschlagslisten eingereicht wurden.
Die Sitzverteilung im Gemeinderat:
| Wahl | CDU               | WG 1              | Gesamt   |
| ---- | ----------------- | ----------------- | -------- |
| 2024 | per Mehrheitswahl | per Mehrheitswahl | 12 Sitze |
| 2019 | 7                 | 5                 | 12 Sitze |
| 2014 | per Mehrheitswahl | per Mehrheitswahl | 12 Sitze |

### Ortsbürgermeister
Mario Heinrichs (CDU) wurde am 11. November 2020 Ortsbürgermeister von Langenfeld. Bei der Direktwahl am 25. Oktober 2020 war er mit einem Stimmenanteil von 72,1 % gewählt worden. Bei der Direktwahl am 9. Juni 2024 wurde er als einziger Bewerber mit 77,0 % für weitere fünf Jahre wiedergewählt.
Heinrichs Vorgänger Christian Müller (CDU) war vom 1. Januar 2017 bis zum Sommer 2020 Ortsbürgermeister. Müllers langjähriger Vorgänger war Alfred Schomisch (CDU), der das Amt nach seiner Wahl zum Bürgermeister der Verbandsgemeinde Vordereifel zur Verfügung gestellt hatte.

### Wappen
Aufgrund eines Beschlusses des Gemeinderates vom 3. November 1975 wurde der Gemeinde Langenfeld Anfang des Jahres 1976 durch Urkunde der Bezirksregierung Koblenz die Genehmigung erteilt, das nachfolgend beschriebene Wappen zu führen.
| Wappen von Langenfeld | Blasonierung: „Gespalten von Blau und Silber; rechts neun silberne Kugeln in zwei senkrechten Reihen (4 : 5), links ein rotes Balkenkreuz.“ |
| Wappen von Langenfeld | Wappenbegründung: Grundlage des Wappens war ein Langenfelder Gerichtssiegel aus dem Jahr 1775, das sich in einer Urkunde im Bestand des Landeshauptarchivs Koblenz befand (Bestand 1 C Nr. 11454 S. 21). Dieses Gerichtssiegel zeigt auf dem Siegelfeld ein Wappen mit dem kurtrierischen Kreuz, belegt mit einer Halbfigur des Kirchenpatrons Sankt Quirinus. In Anlehnung an dieses 200 Jahre alte historische Siegel wurde in dem von der Ortsgemeinde an die Bezirksregierung gestellten Antrag auf Erteilung der Genehmigung zur Führung eines Wappens das Wappen der Kurfürsten von Trier (rotes Balkenkreuz auf silbernem Schild) in das Wappen aufgenommen. Außerdem zeigte das zu genehmigende Wappen symbolisch für den Kirchenpatron Sankt Quirinus neun silberne Kugeln, da Sankt Quirinus als Stadtpatron von Neuss häufig als römischer Tribun mit einem Schild mit neun Kugeln als Wappen von Neuss dargestellt wird. |

## Bergbau
In der Nähe der Wallfahrtskapelle befindet sich der Eingang zum Tiefen Stollen der Grube Bendisberg. Dort wurden im 19. Jahrhundert Kupfer- und Bleierze abgebaut. Die Grube war mit längeren Unterbrechungen bis 1957 in Betrieb. Die Grube ist in gutem Zustand und für Besucher geöffnet.